# Phil Greening
Philip Bradley Thomas Greening (Gloucester, 3 de octubre de 1975) es un exjugador británico de rugby que se desempeñaba como hooker.

## Selección nacional
Debutó en el XV de la Rosa en 1996 y fue convocado regularmente hasta 2001. En total jugó 24 partidos y marcó seis tries (30 puntos).

### Participaciones en Copas del Mundo
Greening solo disputó una Copa del Mundo; Gales 1999 donde fue uno de los mejores de su seleccionado.
| Mundial                       | Sede  | Resultado        | PJ | Tries |
| ----------------------------- | ----- | ---------------- | -- | ----- |
| Copa Mundial de Rugby de 1999 | Gales | Cuartos de final | 5  | 3     |

## British and Irish Lions
Fue convocado a los Lions para la gira a Australia 2001.

## Palmarés
- Campeón del Torneo de las Seis Naciones de 2000 y 2001.